# Болдвін (містечко, Вісконсин)
Болдвін (англ. Baldwin) — місто (англ. town) в США, в окрузі Сент-Круа штату Вісконсин. Населення — 1047 осіб (2020).

## Демографія
Згідно з переписом 2010 року, у місті мешкало 928 осіб у 354 домогосподарствах у складі 287 родин. Було 363 помешкання
Расовий склад населення:
| - 98,0 % — білих - 0,5 % — корінних американців - 0,5 % — чорних або афроамериканців - 0,2 % — азіатів |

До двох чи більше рас належало 0,4 %. Частка іспаномовних становила 0,9 % від усіх жителів.
За віковим діапазоном населення розподілялося таким чином: 23,3 % — особи молодші 18 років, 64,5 % — особи у віці 18—64 років, 12,2 % — особи у віці 65 років та старші. Медіана віку мешканця становила 44,2 року. На 100 осіб жіночої статі у місті припадало 102,2 чоловіків;  на 100 жінок у віці від 18 років та старших — 101,7 чоловіків також старших 18 років.
Середній дохід на одне домашнє господарство  становив 83 400 доларів США (медіана — 74 479), а середній дохід на одну сім'ю — 87 291 долар (медіана — 80 156). Медіана доходів становила 50 813 долари для чоловіків та 42 917 доларів для жінок. За межею бідності перебувало 4,1 % осіб, у тому числі 3,8 % дітей у віці до 18 років та 0,0 % осіб у віці 65 років та старших.
Цивільне працевлаштоване населення становило 534 особи. Основні галузі зайнятості: виробництво — 19,3 %, освіта, охорона здоров'я та соціальна допомога — 19,1 %, сільське господарство, лісництво, риболовля — 11,0 %, науковці, спеціалісти, менеджери — 8,1 %.